# Ян Гаштольд
Ян Гашто́льд (Ива́шка, Ива́н; Гошто́вт; ум. 1458) — военный и государственный деятель Великого княжества Литовского; староста дорсунский (1422), маршалок надворный великих князей литовских Витовта и Свидригайло (1426-1431), наместник смоленский (1433), воевода трокский (1440-1443), виленский (с 1443). Сын Андрея Гаштольда.

## Биография
На Городельским сейме 1413 года принял герб «Габданк». В 1422 году участвовал в заключении Мельнского мира. Поддержал Свидригайло в его борьбе против Ягайло. В 1431 году, обороняя Луцк против поляков, попал в плен. В 1432 году участвовал в заговоре Сигизмунда Кейстутовича против Свидригайло.
В 1440 году возглавил группировку магнатов, которая добилась избрания великим князем сына Ягайло Казимира, после чего стал его воспитателем и фактически правителем Великого княжества Литовского. После того, как в 1447 году Казимир был избран королём польским, перешёл в оппозицию по отношению к нему.
Помимо Геранён около Лиды, владел полученными от великих князей Медниками под Вильной, Тикотином на Подляшье, Девянишками и Жосле на территории современной Литвы, Дорогобужем на Смоленщине и Полонной на Волыни.

## Семья
Жена — Доротея, дочка Кезгайлы Волимонтовича. Имел троих сыновей: Альбрехта, Мартина и Юрия; и дочерей: Марию (жена Семёна Олельковича), Александру (монашка-бернардинка) и Марину (жена Яна Кучуковича).